# Ínclita generación

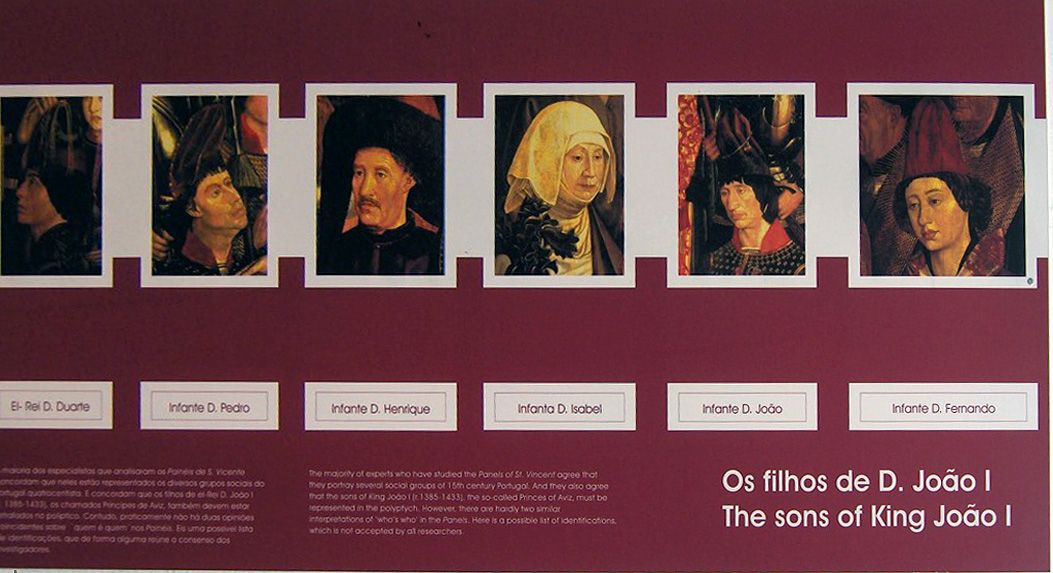
Los hijos del rey Juan I; Paneles de San Vicente (réplica); Museo del Fuerte da Ponta da Bandeira; Lagos, Portugal

Ínclita generación (en portugués: Ínclita geração) es el epíteto dado en la historia de Portugal a los hijos del rey Juan I de Portugal (1357-1433) y de Felipa de Lancaster (1360-1415). Fue acuñado por el poeta Luís de Camões en "Los lusiadas" (Canto IV, estancia 50):
"Mas, pera defensão dos Lusitanos,

Deixou, quem o levou, quem governasse

E aumentasse a terra mais que dantes:

Ínclita geração, altos Infantes."

"Mas, pera defensa de los Lusitanos,

Dejó, quien lo llevara, quien gobernase

Y aumentase la tierra más que antes:

Ínclita generación, altos Infantes."
La expresión se refiere al valor individual de estos príncipes -los que llegaron a la edad adulta, ya que los dos primeros hijos de la pareja murieron de niños- que se destacaron en su época por su elevado grado de educación, valor militar, gran sabiduría y predominancia en la vida pública portuguesa. Fueron estos príncipes:
- el príncipe Eduardo (1391-1438), que fue rey de Portugal (1433-1438);
- Pedro, Duque de Coímbra (1392-1449), señor de gran cultura y muy viajado, conocido como "Príncipe de las Siete Partidas" y considerado el príncipe más culto de su época; fue regente de Alfonso V de Portugal, su sobrino; falleció en combate en la Batalla de Alfarrobeira;
- Enrique, duque de Viseu (1394-1460), conocido como "Enrique el Navegante", fue el gran impulsor de los Descubrimientos portugueses.
- Isabel de Portugal, duquesa de Borgoña (1397-1471), casada con Felipe III de Borgoña, actuó en nombre de su marido en varios encuentros diplomáticos y es considerada como la verdadera gobernante de la provincia francesa de Borgoña en su tiempo. En honor a esta boda, el duque creó la Orden del Toisón de Oro.
- Juan, infante de Portugal (1400-1442), designado en 1418 maestre de la Orden de Santiago, Condestable de Portugal (1431-1442) y abuelo de la reina Isabel I de Castilla y del rey Manuel I de Portugal;
- Fernando, el Príncipe Santo (1402-1433), falleció como rehén en el cautiverio musulmán en Fez (Marruecos), ante el rechazo del Infante Don Enrique en devolver Ceuta, sacrificado así por los intereses del país.